# Ermita de San Salvador (Casós)
San Salvador de Casós (en catalán: Sant Salvador de Casós) es una ermita del pueblo de Casós, núcleo perteneciente al municipio de Pont de Suert. El templo se encuentra situado en una elevación rocosa a 1400 metros de altitud, en un paraje ubicado en el término de Vilaller.
Pequeña construcción popular del siglo XVII de una sola nave rectangular con cubierta de dos aguas. En el interior se aloja una hornacina que contiene una reproducción de la antigua talla original del santo, obra del artista leridano José María Gardeñes.
La ermita fue restaurada íntegramente en el año 2000 en el marco de un campo de trabajo organizado por el centro de esplai del colegio episcopal de Lérida.
En la tradición cristiana Sant Salvador representa la Transfiguración de Jesús, que según las escrituras aconteció en el monte Tabor. Por este motivo las ermitas dedicadas a Sant Salvador fueron construidas en lugares elevados.
El acceso al templo se realiza a través de un sendero que se inicia en el pueblo de Casós, tras una travesía de 45 minutos y de 200 metros de desnivel. El enclave constituye un mirador privilegiado del valle de Barrabés. El día 6 de agosto los habitantes de Casós acuden en romería a la ermita.